# Alice de Lacy
Alice de Lacy, suo jure 4.ª Condessa de Lincoln, suo jure 5.ª Condessa de Salisbury (Castelo de Denbigh, 25 de dezembro de 1281 — Abadia de Berlings, 2 de outubro de 1348) foi uma nobre inglesa.
Nascida no dia de Natal, era a única herdeira de Henrique de Lacy, 3º conde de Lincoln e Margarida Longespée, 4.ª Condessa de Lincoln e Salisbury suo jure (em seu próprio direito). Sua mãe Margaret era bisneta e última herdeira de um dos filhos ilegítimos de Henrique II de Inglaterra, William Longespée  (Longsword), cuja alcunha se tornou seu sobrenome.
Casou-se e enviuvou três vezes, sendo que o primeiro casamento ocorreu quando tinha apenas 12 anos; sobreviveu a sequestros, aprisionamentos e estupros, além de ter perdido o direito a sua herança. Apesar de sua vida ter sido obscura, permaneceu generosa para com seus subordinados, que a respeitavam e dependiam dela.

## Biografia
Trágicos acidentes resultaram na morte de dois irmãos de Alice na infância. Edmundo se afogou em um poço no Castelo de Denbigh e João caiu de um parapeito da janela do Castelo de Pontefract. Como a única filha sobrevivente, isso fez Alice a herdeira de dois condados, um do pai e outro da mãe. Como passou a ser considerada uma lucrativa esposa para um nobre, o rei Eduardo I da Inglaterra organizou seu noivado "em seu nono ano" para o seu sobrinho Tomás de Lancaster, o herdeiro dos condados de Lancaster, Leicester e Derby. Eles se casaram em 28 de outubro de 1294, quando Alice tinha apenas 12 anos, e Tomás cerca de 16 anos. Pelos termos do seu acordo matrimonial, a maior parte da grande herança de seu pai, que incluía o condado de Lincoln e muitas outras propriedades, deveria passar para seu marido e em seguida passaria automaticamente para os herdeiros de Tomás. Em outras palavras, durante a sua vida, Tomás, teria o controle da herança do pai de Alice. Se ele morresse antes da esposa, e a fortuna retornasse a dona original, por ocasião de seu falecimento, os bens seriam recebidos pelos descendentes de Tomás. O pai de Alice também concordou com o rei, que, se caso sua filha morresse sem ter filhos, o Condado de Lincoln se tornaria propriedade da família real.
O casamento não foi bem sucedido; e não resultou em filhos, sendo que o casal vivia separadamente. Alice viveu a maior parte do tempo sozinha em seu castelo em Pickering, Yorkshire, enquanto Tomás tomou para si várias amantes que lhe renderam dois filhos ilegítimos.